# Hassan Rahimi
Hassan Rahimi, född den 15 juni 1989 i Teheran, är en iransk brottare.
Han tog OS-brons i fjädervikt i samband med de olympiska tävlingarna i brottning 2016 i Rio de Janeiro.